# Sarego
Sarego é uma comuna italiana da região do Vêneto, província de Vicenza, com cerca de 5.530 habitantes. Estende-se por uma área de 23 km², tendo uma densidade populacional de 240 hab/km². Faz fronteira com Brendola, Grancona, Lonigo, Montebello Vicentino.